# Norcasia
Norcasia es un municipio colombiano ubicado en el nororiente del Departamento de Caldas sobre la Cordillera Central de los Andes.

## Geografía
Limita al norte con el Departamento de Antioquia, al oriente con los municipios de La Dorada y Victoria,  y al occidente, sur y suroriente con el municipio de Samaná.
- Extensión área urbana: 0.42 km²
- Extensión área rural: 210.82 km²
- Altitud (metros sobre el nivel del mar): 700
- Temperatura media: 25 Centígrados
- Distancia de referencia: 207 km de la capital de departamento Manizales

### Límites del municipio
Localización con Coordenadas: La Cabecera municipal, se ubica al Sur Oriente del municipio a 5° 33’ 24’’ de latitud norte y 74° 57’ 39’’ de longitud occidental, con respecto al meridiano de Greenwich.
Límites Geográficos:
- Norte: Municipio de Sonsón (Antioquia)
- Sur: Municipios de Victoria y Samaná
- Occidente: Municipio de Samaná
- Oriente: Municipio de la Dorada.

## División Político-Administrativa
Aparte de su Cabecera municipal. Norcasia tiene bajo su jurisdicción los siguientes Centros poblados:
- La Quiebra
- Montebello
- Moscovita

### Veredas
Además, el municipio está compuesto con las siguientes veredas:
Cadenales, El Edén, Jagual Bajo, La Estrella, La Ermita, La Samaria, Las Delicias, Los Ceibos, Manizalitos, Planes Mirador, Quiebra de Roque, San Esteban, San José, Santa María.

## Historia
Fecha de fundación
Nombre de los fundadores: Jesús María Carvajal, Dimas Gómez, Antonio Valencia, Santiago Gallego, José Gallego Arias.
Reseña histórica
En el año de 1908 el Municipio de Samaná ya reconocía el asentamiento poblacional de Norcasia como tal, gracias a sus riquezas y atractivos, pues llegaron personajes de Sonsón, Abejorral, Manzanares y Pensilvania, aventureros que venían en busca de caucho, oro y caza para mejorar sus condiciones de vida.
Este centro poblado enclavado en la margen derecha del río La Miel y en gran parte en la del río Moro, fue fundado por Jesús María Carvajal, Dimas Gómez, Antonio Valencia, Santiago Gallego y José Gallego Arias; los datos de sus primeros pobladores datan de 1924, fecha en la cual se le dio su nombre, Norcasia, debido a que se encontraba casi al norte de San Agustín, lugar del cual los españoles venían con cargamentos, necesitando un lugar donde descansar.
Fue proclamado como corregimiento del Municipio de Samaná el 30 de junio en 1938, por acuerdo del Concejo Municipal de Samaná; casualmente; el 30 de junio de 1999 mediante la Ordenanza n.º 327 de la Asamblea de Caldas, y ratificado mediante referéndum el 15 de agosto de 1999 se eleva a la categoría de Municipio. 
El proceso de poblamiento de esta región, vivió una serie de oleadas producto de la apertura de la frontera minera y agropecuaria y la búsqueda de una salida hacia el Magdalena (principal vía de comunicación de ese momento); de la expansión del café y la ganadería, basada en núcleos de población expulsados por el proyecto ético – político antioqueño y por las guerras de fin del siglo XIX y principios del siglo XX, con todas las consecuencias de violencia política y escasez de recursos para subsistir, que buscaron en el Magdalena Medio caldense y en la zona de San Miguel una alternativa de sobrevivencia. En general, la zona presenta una alta movilidad poblacional y la tendencia es a ello. Las causas son muy diversas pero todas relacionadas con una profunda crisis agrícola, tanto en la región como en el país.

## Cultura
EVENTOS CULTURALES: La Semana Cultural del Colegio en el mes de septiembre, participan todos los establecimientos educativos, el comercio y las diferentes entidades gubernamentales. Las Ferias y Fiestas del Aguacate, celebradas en el mes de junio, Fiesta cívica tradicional en la que se realizan desfiles, comparsas, orquestas, reinados, corralejas, recibimiento de colonias, exposición equina.
PATRIMONIO HISTÓRICO: En la recuperación del patrimonio histórico y arqueológico del Municipio encontramos las ruinas de Victoria La Antigua, entre las veredas La Estrella y Las Delicias, la cueva de Santa María y La Fragua con rocas que presentan gravados precolombinos, se constituyen en el aporte preliminar al legado histórico-cultural del municipio.
COSTUMBRES: La población del municipio, se caracteriza por ser muy religiosa, dando gran trascendencia a la Semana Santa o semana mayor, a las fiestas de su patrona, la Virgen del Carmen y la Navidad donde la comunidad se organiza por sectores para elaborar el ya famoso “alumbrado navideño”. Como ya es costumbre en el municipio el día domingo es el día de mercado y la Feria ganadera se realiza el segundo lunes de cada mes. Se destaca entre las costumbres de la región, las tardes de tertulia donde los vecinos se reúnen a conversar alrededor de un café. También se acostumbra el juego de tejo.

## Sitios de interés
En el Municipio encontramos las cuevas de mármol de la vereda Manizalitos y las Caicas o Guácharos sobre la quebrada Santa María, las cavernas en mármol de “La Profunda” en la vereda Quiebra de Roque (no explotadas), son lugares reconocidos por su valor paisajístico, singular belleza y atractivo. Así mismo el salto de la quebrada sana sobre el río manso con una altura de 60 metros, el remolino sobre el mismo río en la vereda El Jagual, el sector de la Peña, antiguo acueducto de Norcasia donde se observa en primer plano la zona del embalse del Proyecto Miel I llamado Amaní, alimentado por los ríos Moro y La Miel, es el más alto en el mundo construido en CCR. (Concreto compactado con rodillo) alcanza una altura de 188 metros.
SERVICIOS PÚBLICOS Y SANEAMIENTO: desde el 2 de abril de 2004, el Concejo Municipal de Norcasia por medio del acuerdo N° 128-04 le otorgan facultades al Señor alcalde para la reorganización y estructuración de los servicios públicos domiciliarios de agua potable y saneamiento básico, acción de la cual nace la Empresa “Aguas de la Miel E.S.P.”, quien en octubre de año 2004 inicio con las lecturas y recaudos correspondientes de los servicios, y en febrero de 2005 se abre su oficina de atención al público la cual funciona en las instalaciones de la Alcaldía Municipal.

## Ecología
Dentro del territorio municipal de Norcasia se desarrollan diferentes actividades de explotación del suelo, una de ellas es la agricultura caracterizada por la gran variedad de cultivos, árboles frutales, caña panelera, etc., a la vez la ganadería es una actividad promisoria para el futuro, ya que aunque no está consolidado como un proceso tecnificado en la actualidad, se cuenta con grandes áreas de pastoreo para realizarla, la actividad industrial en el municipio es poca, ésta se encuentra constituida generalmente por el campo de la ebanistería y la mecánica automotriz
Agricultura de cultivos permanentes: Entre los cultivos permanentes se encuentran: el aguacate, cacao, caña panelera, cítricos (naranja y limón-mandarino) y frutales (mango y guanábana entre otros), además entre los cultivos semi-permanentes se destaca el plátano; dentro de los espontáneos, el Zapote, anuales como la yuca y semestrales como el fríjol y el maíz.  Actualmente el café no se constituye en el principal producto de la zona y el cacao es un sistema primigenio y muy vulnerable a problemas fitosanitarios con altos costos de producción.
Tanto el maíz como la yuca presentan múltiples problemas, tanto para el que lo cultiva como para el Medio Ambiente, pues las prácticas culturales de roza y quema causan daños irreparables en el ecosistema. Existen productos frutales con muy buena cobertura y producción, sin embargo por no estar tecnificados, no experimentan comercialización ni mercadeo. El aguacate se produce en forma silvestre sin prácticas de manejo, cosechándose en los meses de abril–mayo y octubre-noviembre, siendo el renglón agrícola que más identifica al municipio.
Ganadería: La ganadería se presenta como un renglón promisorio ante la proximidad del municipio al Magdalena Medio, reconocida como zona que abastece de carne a una amplia región del occidente colombiano. No se cuenta con censos actuales que permitan precisar la superficie en pastos, pero se tienen áreas en pastos naturales manejados con sistema tradicional y pastos mejorados con diferentes grados de aplicación tecnológica.
Según el Comité de Ganaderos de La Dorada se estima un hato de 7.556 bovinos destinados a la cría y levante distribuidos así: Hembras y machos menores de 1 año 1.654, hembras de 1 a 2 años 1.061, hembras de 2 a 3 años 745 y mayores de 3 años 2.411, machos de 1 a 2 años 902, de 2 a 3 años 623 y mayores de 3 años 160, con predominio de ganado criollo y cebú en diferentes mezclas y en algunos casos Bonshirt con Holstein. Mensualmente se comercializan 21 semovientes para el sacrificio municipal y 350 cabezas de ganado mayor en las ferias ganaderas. La producción abastece la demanda de la población en cuanto a carne y leche.
Bosques: Los bosques naturales del municipio se encuentran muy intervenidos. Las áreas remanentes representan la mayor cantidad y densidad de especies vegetales silvestres, en el municipio, casi siempre se asocian a humedales, cauces de ríos, quebradas, caños y nacimientos de agua en las bocatomas de los acueductos existentes. Los sistemas boscosos que adquieren mayor importancia y notoriedad en el municipio de Norcasia, son El Bosque de Marfil localizados en la vereda el Jagual y el Bosque Finca Río Manso en La Quiebra de Roque, del cual 23 has han sido inscritas como Reserva Natural de La Sociedad Civil.
Ambas manchas de bosque se encuentran aisladas, la primera al sur y la segunda al norte del río Manso. En el Jagual el bosque se extiende en parte de las quebradas El Nema y La Parda, la topografía es plana y ondulada con alturas entre los 250 y 400msnm. El bosque de la Quiebra de Roque se localiza al extremo nororiental del municipio. En su parte más baja en cercanías al río La Miel, alcanza alturas de 200 m; los bosques representan importancia para el municipio, considerando su amplia cobertura en pastos y el deterioro del suelo al que fue sometido el territorio para instalar actividades mineras en el pasado.

## Economía
A continuación se muestran las principales actividades económicas que se desarrollan en la región, se puede destacar que la ganadería, la agricultura y el sector forestal, comprenden el mayor ingreso económico para el municipio, sumando así un 98,87%.

## Vías de Acceso
Las vías principales en su mayoría se encuentran pavimentadas con anchos de calzada que oscilan entre los 4.5 m y 6.5 m. El ancho de las vías en el marco de la plaza principal es de 7 m; en el resto de los sectores es 6.5 m aproximadamente. El ancho de los andenes es por lo general es de 1 metro. Se cuenta con dos vías de dos carriles, la Variante y la vía que desde el parque conduce hacia la salida a La Dorada.
Vías terrestres Conectividad con Municipios Cercanos.
El municipio de Norcasia se encuentra conectado con tres áreas pobladas cercanas, cuyas vías de acceso, cruzan por un territorio accidentado y de las altas pendientes, la tabla siguiente muestra la conectividad con otros municipios cercanos.
Localidad Comunicación Estado de la vía de acceso Distancia (km) Condiciones topográficas Tiempo normal de recorrido (horas)
La Dorada Terrestre Regular 47,8 Pendiente Media 1,5
Victoria Terrestre Regular 93,3 Pendiente Baja 2
Samaná Terrestre Mala 129,9 Pendiente Alta 4

## Servicios públicos
- Energía Eléctrica: Central Hidroeléctrica de Caldas (CHEC), del grupo EPM, es la empresa prestadora del servicio de energía eléctrica.
- Gas Natural: Alcanos de Colombia es la empresa distribuidora y comercializadora de gas natural en el municipio.